# Natuurpark Collados del Asón

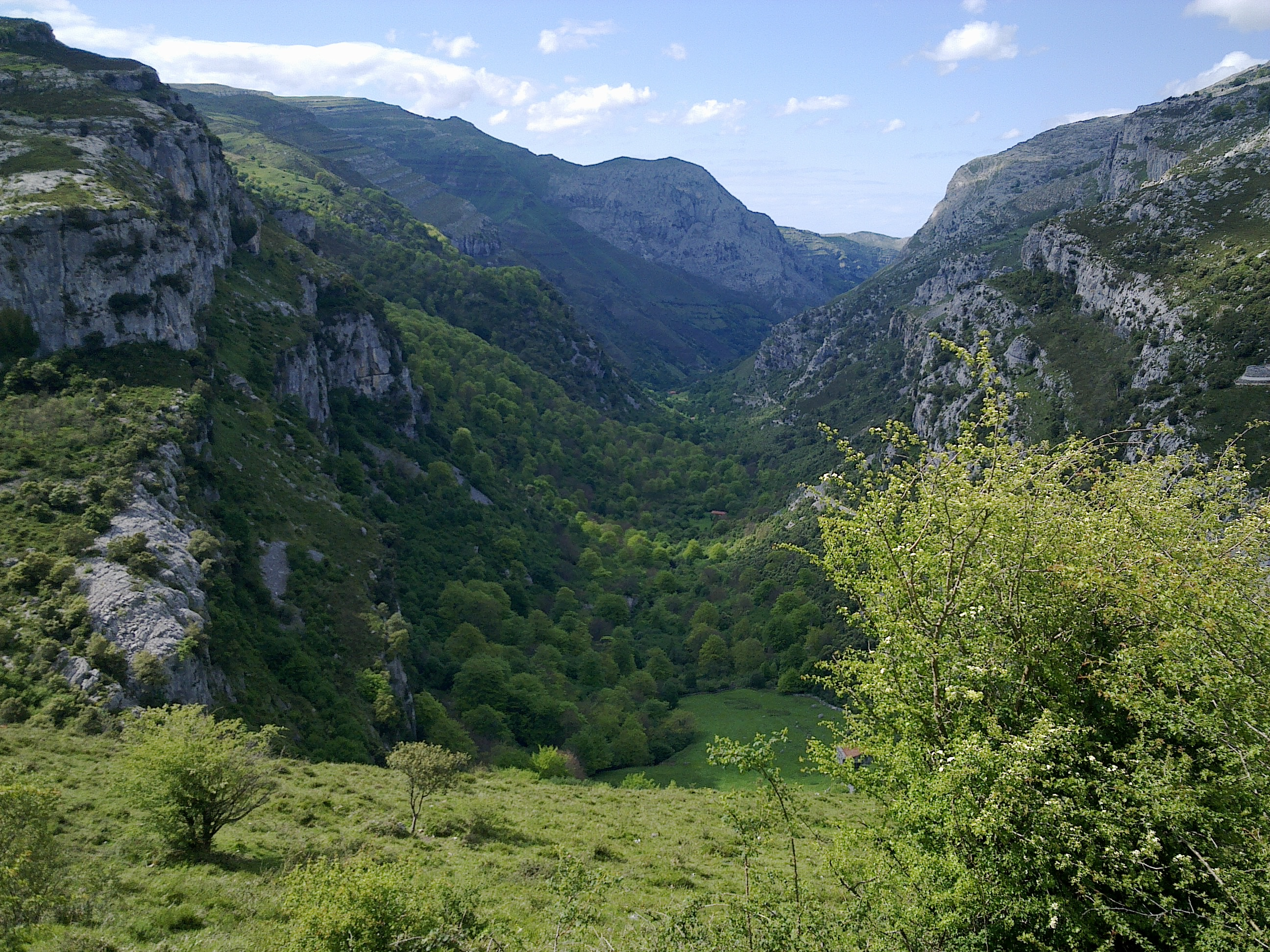

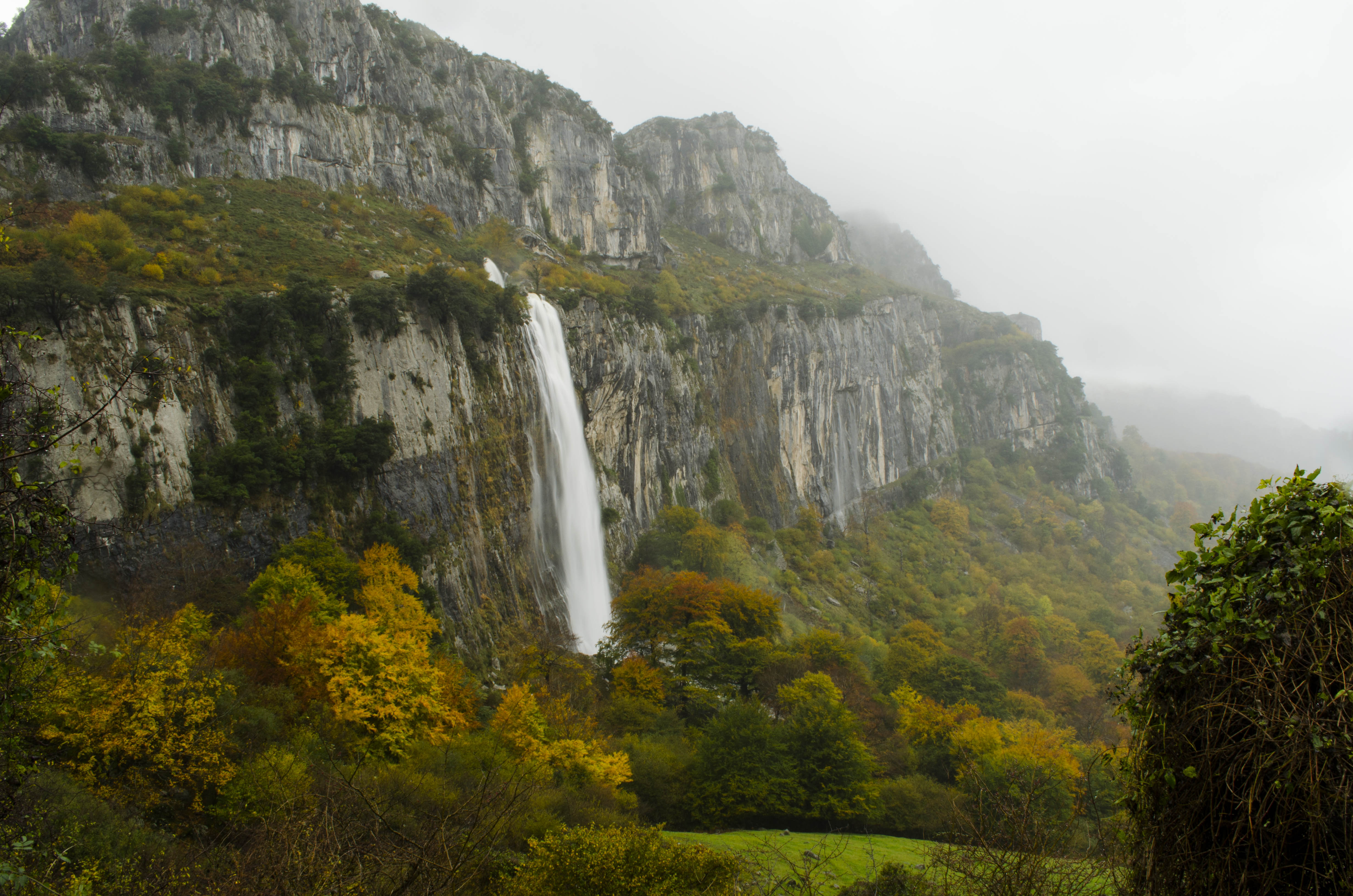

Het Natuurpark Collados del Asón (Spaans: Parque natural de los Collados del Asón) is een natuurpark in Cantabrië in Spanje. Het natuurpark werd opgericht in 1999 en is 4740 hectare groot. Het natuurpark omvat een kalksteengebergte met karstverschijnselen, bossen en de waterval van de Asón.